# Aéroport de Ferghana
Pour les articles homonymes, voir FEG.
L'aéroport international de Fergana (code IATA : FEG • code OACI : UTFF) est un aéroport desservant Ferghana, la capitale de la province de Ferghana , en Ouzbékistan.

## Situation
| Andijan Boukhara Ferghana Karchi Namangan Navoï Noukous Samarcande Tachkent Termez Ourguentch Zarafshan |

## Compagnies aériennes et destinations
| Compagnies         | Destinations                                                                                        |
| ------------------ | --------------------------------------------------------------------------------------------------- |
| Red Wings Airlines | Moscou-Domodédovo                                                                                   |
| S7 Airlines        | Novossibirsk-Tolmatchevo                                                                            |
| Utair              | Moscou-Vnoukovo                                                                                     |
| Uzbekistan Airways | Kazan, Moscou-Domodédovo, Saint-Pétersbourg-Poulkovo, Tachkent, Ourguentch, Iékaterinbourg-Koltsovo |

Édité le 01/05/2018